# Michail Evlamp'evič Perchin
Michail Evlamp'evič Perchin in russo Михаил Евлампьевич Перхин? (Petrozavodsk, 1860 – San Pietroburgo, 1903) è stato un gioielliere russo.

## Biografia
Fu uno dei più importanti mastri orafi della Maison Fabergé, lavorò con Henrik Wigström che fu il suo successore. Tutte le commissioni più importanti dell'epoca, comprese alcune delle uova di Pasqua imperiali, le famose "uova Fabergé", sono state realizzate nel suo laboratorio. Ha lavorato inizialmente come operaio specializzato nell'officina di Erik August Kollin. Nel 1884 si qualificò come maestro artigiano e il suo potenziale artistico deve essere apparso ovvio a Fabergé, che lo nominò capo officina nel 1886. Come capo dei laboratori della Maison Fabergé Perkhin ha supervisionato la produzione di circa la metà delle uova imperiali.
Le uova di cui si è occupato sono contrassegnate con le sue iniziali "MP". Ci sono due tipi di iniziali con le quali Michael Perkhin firmava le sue opere: uno in "corsivo" che sembra coprire il periodo dal 1884 al 1894 circa, uno più preciso, con un punto tra le lettere cirilliche M.P. indica approssimativamente il periodo 1894-1903. La sua bottega produsse tutti i tipi di objets de fantasie in oro, smalto e pietre dure. Il periodo durante il quale fu a capo dei laboratori Fabergé è generalmente riconosciuto come il più artisticamente innovativo, con una vasta gamma di stili dal neorococò al rinascimentale.